# 側頭葉
側頭葉（そくとうよう、英: Temporal lobe）は、大脳葉のひとつで、言語、記憶、聴覚に関わっている。側頭葉は脳の側面、外側溝の下に存在する。大雑把に見ると、ヒトの脳はボクシンググローブのようにも見えるが、その場合、側頭葉はグローブの親指にあたる。
側頭葉は聴覚処理に関わり、一次聴覚野の本拠地でもある。また、音声や文字の意味にも強く関わっている。 

## 参考画像

動画。赤色で示すのが左半球の側頭葉。
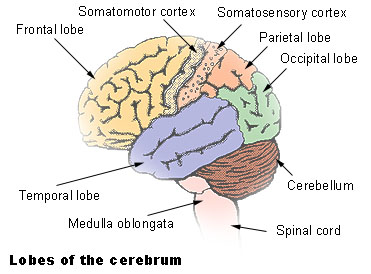
大脳葉。青色の所が側頭葉。
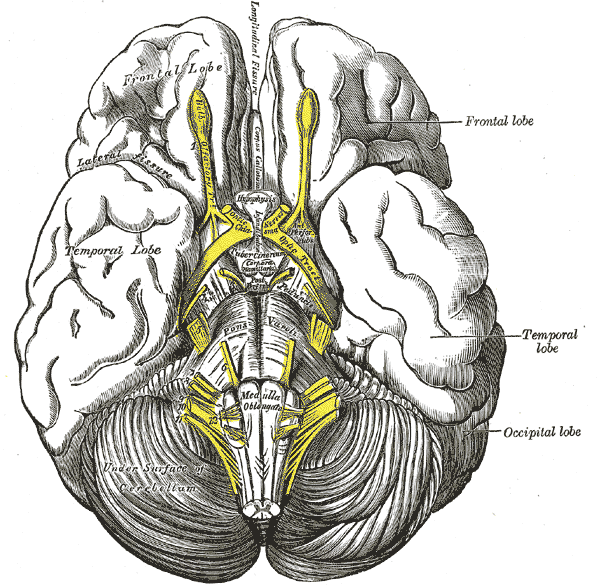
脳底部。脳を下から見た所。図中央、黄色い線がXに交差している所（視交叉）の両脇にあるのが側頭葉。
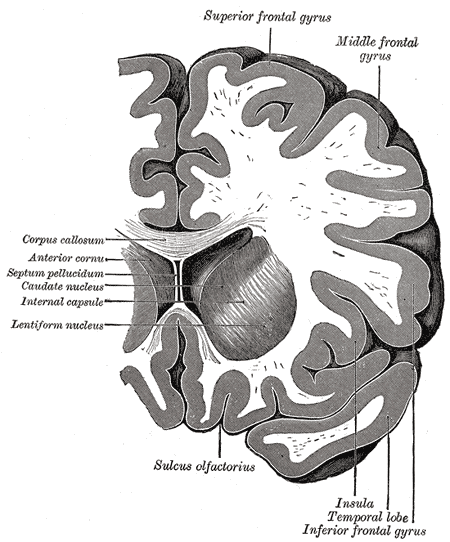
側脳室の前角での冠状断面。右の一番下に薄く見えるのが側頭葉の断面。
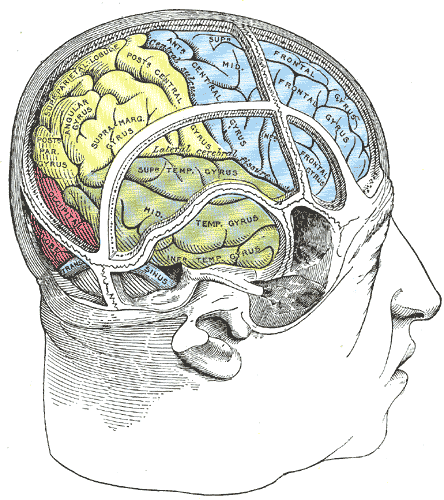
頭蓋骨と脳の関係を示した図。緑色のところが側頭葉。
後頭葉の一次視覚野に入力された視覚情報が大脳表面を拡散していく様子。頭頂葉に向かう背側皮質視覚路 (緑) と、側頭葉へ向かう腹側皮質視覚路 (紫) が示されている。
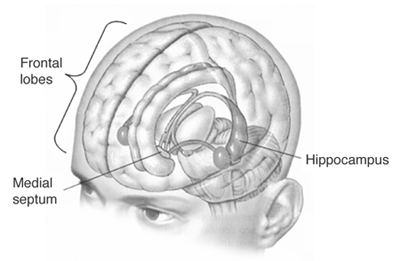
3次元空間における海馬の図。海馬は側頭葉の内側面に位置している。
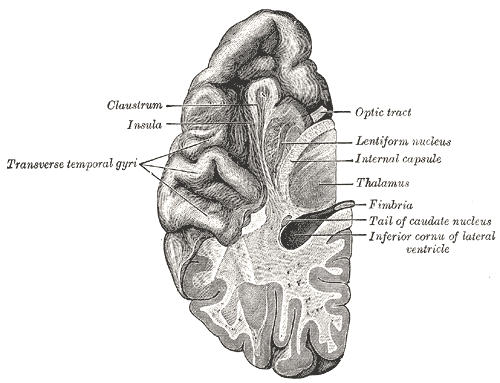
ヒト脳の断面図。側頭葉の上表面、外側溝内部の脳回である横側頭回が示されている。